# Rezerwat przyrody Polana Polichno
Rezerwat przyrody Polana Polichno – rezerwat florystyczny na terenie Kozubowskiego Parku Krajobrazowego w gminie Pińczów, w powiecie pińczowskim, w województwie świętokrzyskim.
- Powierzchnia: 9,46 ha[2] (akt powołujący podawał 9,45 ha)
- Rok utworzenia: 1974
- Dokument powołujący: Zarządz. MLiPD z 16.09.1974; MP. 32/1974, poz. 194
- Numer ewidencyjny WKP: 038
- Charakter rezerwatu: częściowy
- Przedmiot ochrony: zespół roślinności stepowej oraz stanowiska licznych owadów żyjących w warunkach stepowych, m.in. szarańczaków i jelonka rogacza.

Największą osobliwością rezerwatu jest jedyne w Polsce stanowisko groszku pannońskiego. Z roślin występują tu: miłek wiosenny, zawilec wielkokwiatowy, len włochaty, dziewięćsił bezłodygowy, storczyk purpurowy, kukułka krwista, buławnik wielkokwiatowy, obuwik pospolity, wisienka stepowa.
Obszar rezerwatu podlega ochronie czynnej.